# Wegekreuz Kurfürstenstraße

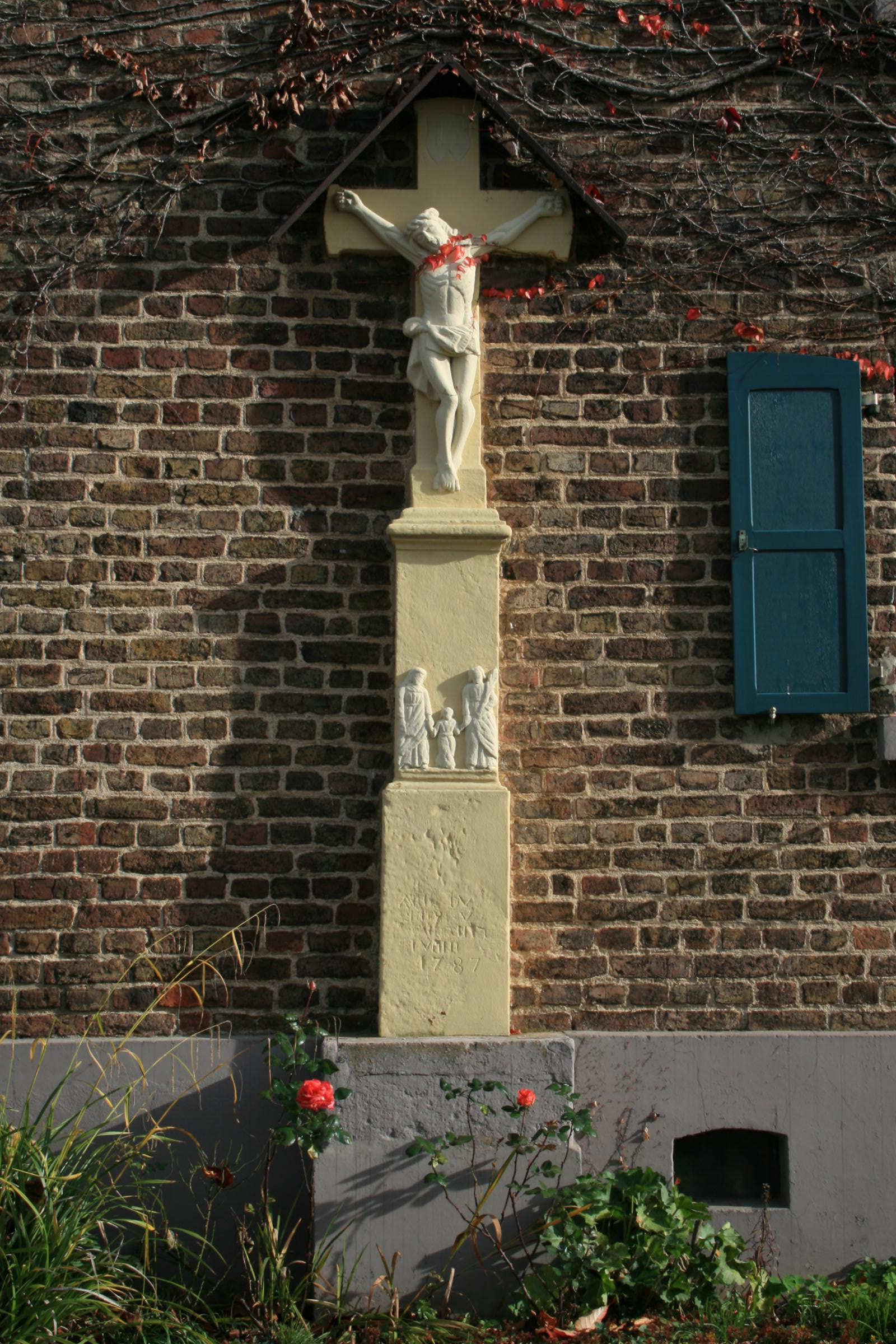
Das Wegekreuz

Das Wegekreuz Kurfürstenstraße steht in der Ortsmitte von Eggersheim, einem Ortsteil der Gemeinde Nörvenich im Kreis Düren, Nordrhein-Westfalen. 
Das Kreuz steht direkt an der Wand des Wohnhauses Kurfürstenstraße 1. Es wurde nach der Inschrift im Jahre 1751 errichtet. Es wurde aus Buntsandstein hergestellt. Auf einem modernen Sockel steht ein hoher Pfeiler. Auf diesem Pfeiler ist noch ein flaches Relief mit dem „Gang nach Jerusalem“ aus den „Sieben Schmerzen Mariens“ erkennbar. Darüber befindet sich ein Kreuz mit Korpus im Hochrelief. Das Wegekreuz hat eine moderne Überdachung bekommen.
Das Wegekreuz wurde am 13. März 1985 in die Denkmalliste der Gemeinde Nörvenich unter Nr. 10 eingetragen.
Koordinaten: 50° 47′ 12,6″ N, 6° 38′ 12,5″ O